# Liste der Monuments historiques in Villaudric
Die Liste der Monuments historiques in Villaudric führt die Monuments historiques in der französischen Gemeinde Villaudric auf.

## Liste der Bauwerke
| Bezeichnung | Beschreibung                                     | Standort                     | Kennzeichnung | Schutzstatus | Datum | Bild |
| ----------- | ------------------------------------------------ | ---------------------------- | ------------- | ------------ | ----- | ---- |
| Schloss     | Erbaut in der ersten Hälfte des 19. Jahrhunderts | 6, rue de la Negrette (Lage) | PA00135456    | Inscrit      | 1995  |      |
| Haus        | Erbaut im 18. Jahrhundert                        | 2, rue de l'Aucenelle (Lage) | PA00125584    | Inscrit      | 1993  |      |